# Jan Zieliński (plastyk)
Jan Zieliński (ur. 1946, zm. 1 sierpnia 2018) – polski scenograf teatralny, ilustrator i plakacista.

## Życiorys
Był absolwentem Państwowej Wyższej Szkoły Sztuk Plastycznych w Łodzi. Tworzył plakaty, ilustracje książkowe, karykatury, grafikę użytkową, malarstwo akwarelowe oraz scenografie, współpracując w tym zakresie z wieloma polskimi teatrami lalkowymi. Był laureatem nagród krajowych i zagranicznych za rysunki satyryczne i plakaty. Jako plakacista tworzył między innymi na potrzeby Teatru Lalek Arlekin w Łodzi, Teatru Muzycznego w Łodzi, Teatr Animacji w Jeleniej Górze, czy Łódzkiego Domu Kultury i Poleskiego Ośrodka Sztuki w Łodzi. 
W 2012 został wyróżniony za całokształt twórczości Medalem „Zasłużony Kulturze Gloria Artis”. 